# 1193 Африка
1193 Африка (1193 Africa) — астероїд головного поясу, відкритий 24 квітня 1931 року.
Тіссеранів параметр щодо Юпітера — 3,339.